# Oropus cavicauda
Oropus cavicauda är en skalbaggsart som beskrevs av Thomas Casey 1894. Oropus cavicauda ingår i släktet Oropus och familjen kortvingar. Inga underarter finns listade i Catalogue of Life.